# Anhuilong diboensis
Anhuilong diboensis ("dragón de Anhui de la formación Hongqin") es la única especie conocida del género extinto Anhuilong de dinosaurio saurópodo mamenquisáurido, que vivió a mediados del período Jurásico, hace aproximadamente 174 a 163 millones de años, entre al Aaleniense y el Calloviense, en lo que hoy es Asia.

## Descripción

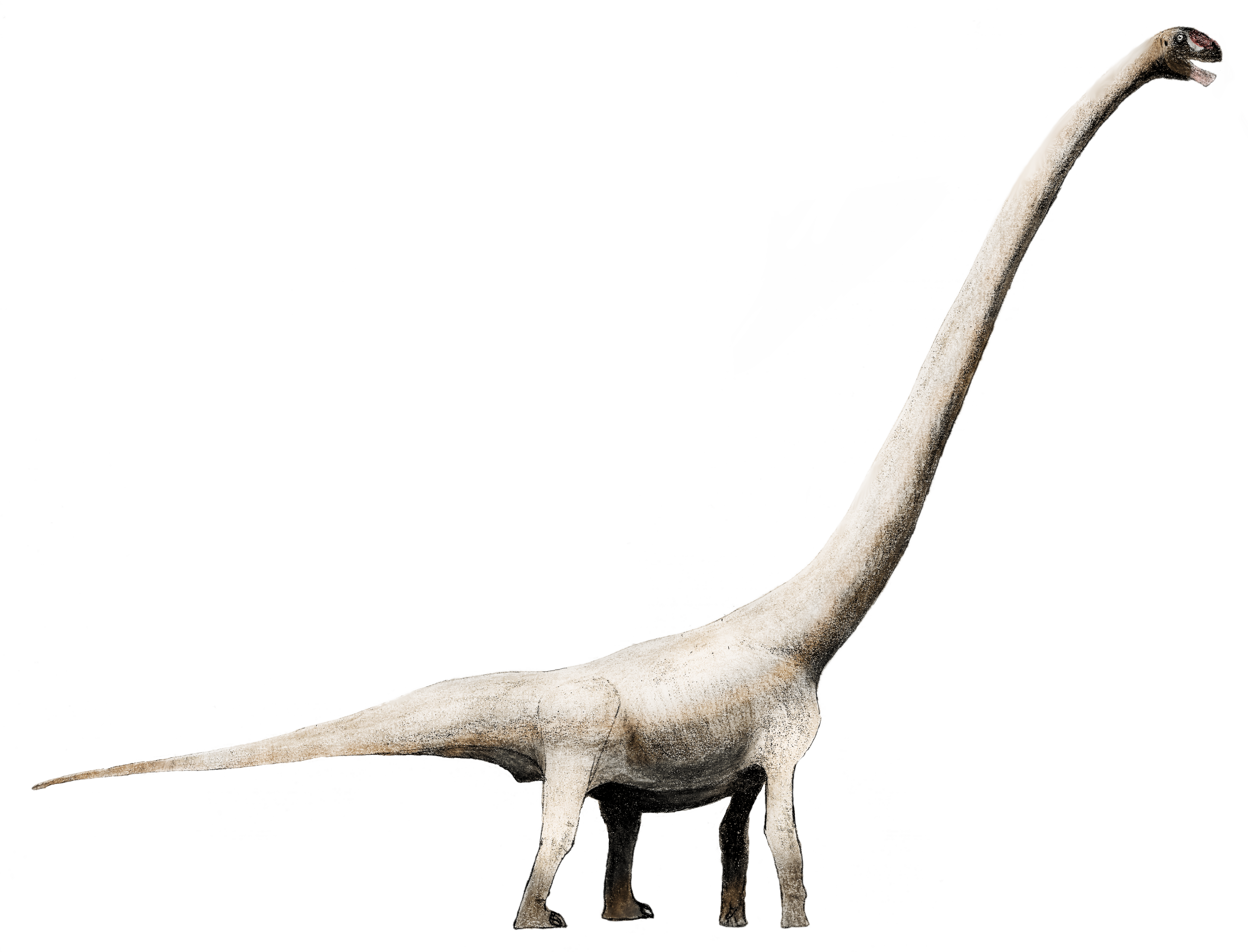
Recreación en vida basada en otros Mamenquisáuridos.

La longitud de Anhuilong es difícil de estimar. La pata delantera originalmente tendría 2 metros de largo. Debido a que el grupo al que se asigna Anhuilong, Mamenchisauridae, posee cuellos extremadamente largos, el animal habría tenido unos 20 metros de largo con las proporciones correspondientes y podría haber llevado la cabeza hasta 10 metros de altura. Anhuilong no habría pesado más de 12 toneladas con una construcción liviana . Sin embargo, estas extrapolaciones son muy inciertas.
Los descriptores lograron establecer algunos rasgos distintivos. Algunos de ellos son autopomorfismos, propiedades derivadas únicas. El radio tiene solo la mitad de la longitud del húmero, el valor más bajo entre los mamenquisáurido conocidos. El cúbito tiene solo el 56% de la longitud del húmero, nuevamente el valor más bajo del grupo. Además, hay una combinación única de características no únicas. En el húmero, el borde exterior del peine deltopectoral se gira hacia atrás y hacia afuera. En el húmero, la proyección adicional en la esquina frontal del borde inferior es más robusta que la de la esquina interior. El eje del cúbito tiene una sección transversal ovalada en el centro en lugar de una ronda. La superficie superior del cúbito está casi en ángulo recto con el eje.
El húmero tiene una longitud de 105 centímetros. Es relativamente ligero. El ensanchamiento superior es igual al 36% de la longitud del eje, un porcentaje relativamente bajo. Esa es una característica basal, otras mamenquisáuridos habían desarrollado una ampliación más fuerte por encima del 40%. El borde superior es, como con todas las mamenquisáuridos, dividido en tres piezas claramente distinguibles, la cabeza, la esquina exterior y la esquina interior. Un bulto en la esquina exterior para el acoplamiento del Musculus supracoracoidus falta El peine deltopectoral cubre el 44% de la longitud del eje y se gira relativamente hacia afuera. El eje tiene una sección transversal ovalada, una característica básica. El diámetro es solo el 13% de la longitud del eje; en los familiares, que suele ser casi una vez y media mayor. El eje está torcido 25 ° alrededor del eje longitudinal. Las proyecciones adicionales en las esquinas de la parte inferior tienen un perfil triangular.
El cúbito tiene una longitud de cincuenta y nueve centímetros, que es relativamente corto, con Omeisaurus, el cúbito tiene tres cuartos de la longitud del húmero. A pesar de un proceso de olécraneano débilmente desarrollado, la superficie superior todavía está razonablemente ensanchada. Tiene un perfil superior en forma de L donde las ramas forman un ángulo de 85 ° metros y la rama interior es una vez y media más larga que la rama exterior. La parte media de la rama interna está recortada por un surco transversal, una característica de la que carecen los familiares. La parte superior del radio descansaba entre las ramas. El eje tiene una sección transversal ovalada, una característica básica que se comparte con Huangshanlong. Con las especies de Mamenchisaurus. La sección transversal es redonda. La superficie articular inferior es plana y ovalada. El plano tangente con el radio es convexo, una característica basal.
El radio tiene una longitud de cincuenta y tres centímetros. El ancho de la parte superior es igual al 26% de la longitud del eje. El perfil de la superficie superior es rectangular, una característica derivada. El eje tiene una sección transversal ovalada. La mitad superior muestra una cornisa longitudinal. La espalda es curvada. La superficie de contacto en la parte inferior con el cúbito es en forma de abultamiento alargado.

## Descubrimiento e investigación
El arqueólogo Han Ligang, que trabaja para el Instituto de Arqueología de Anhui, cavó en la ladera de Jimushan en la aldea de Hengguan, cerca de la ciudad de Wangcun, en la prefectura de Shexian, cerca de la ciudad de Huangshan, en la provincia de Anhui, en el este de China. Se agregó a la colección del Cultural Relics Bureau o del Condado de Shexian y se exhibió en el Museo Shexian. El descubrimiento atrajo poca atención de la paleontología, pero después de la muerte de Han, la copia fue examinada por un equipo del Museo Geológico de Anhui. Eso concluyó que era una especie aún desconocida.
En 2018, los tipos de Anhuilong diboensis fueron nombrados y descritos por Ren Xinxin, Huang Jiandong y You Hailu. El nombre del género vincula una referencia a Anhui el lugar de procedencia con Long, "dragón" en chino. Anhuilong también es el nombre de una empresa siderúrgica local. La designación de la especie se refiere al origen; sin embargo, una ubicación correspondiente no se mencionó en el artículo de denominación.
En 2018, los tipos de Anhuilong diboensis fueron nombrados y descritos por Ren Xinxin, Huang Jiandong y You Hailu. El nombre del género vincula una referencia a Anhui el lugar de procedencia con Long, "dragón" en chino. Anhuilong también es el nombre de una empresa siderúrgica local. La designación de la especie se refiere al origen; sin embargo, una ubicación correspondiente no se mencionó en el artículo de denominación.
El holotipo , AGB 5822, se encontró en una capa de arenisca de color púrpura de la formación Hongqin data de principios del Jurásico medio. Consiste en una pata delantera izquierda que comprende el húmero, el cúbito y el radio. Estos huesos fueron encontrados en asociación.

## Clasificación
Anhuilong se colocó en Mamenchisauridae como una especie hermana de Huangshanlong que se encontró en la misma formación. Este último sugiere que Anhuilong no es más que una copia del otro taxón. Sin embargo, Huangshanlong tiene un húmero mucho más robusto y angular y también un antebrazo mucho más largo. Ambas especies juntas formarían un clado con Omeisaurus .